# Areumda-un naldeul
Areumda-un naldeul (hangeul: 아름다운 날들, lett. Bei giorni; titolo internazionale Beautiful Days) è una serie televisiva sudcoreana trasmessa su SBS dal 14 marzo al 31 maggio 2001.

## Trama
Lee Min-chul torna in Corea del Sud dagli Stati Uniti, dove era andato a studiare, per assumere un ruolo attivo nella prospera etichetta discografica del padre, la Victory Records. Qui scopre che suo padre è stato coinvolto in passato in pratiche immorali e anche nell'omicidio del padre del fratellastro di Min-chul, Sun-jae. Intanto, il capo della Victory Records visita per un evento di beneficenza un orfanotrofio dove sono cresciute le sorelle Yeon-soo e Se-na, e quest'ultima decide di diventare una popstar. Gli anni passano e le due ragazze arrivano a Seul, ma vengono separate. Yeon-soo trova lavoro alla Victory Records sperando di incontrare di nuovo Se-na un giorno e, coinvolta nelle vite dei fratellastri Min-chul e Sun-jae, stringe un patto con Min-chul: la ragazza si trasferirà dalla famiglia di lui come tutrice per la sorella minore di Min-chul, Min-ji, mentre Min-chul aiuterà Se-na a realizzare il suo sogno. Intanto, sia Min-chul, sia Sun-jae s'innamorano di Yeon-soo, che sceglie Min-chul, ma il loro amore è minacciato da una malattia terminale della ragazza.

## Personaggi
- Lee Min-chul, interpretato da Lee Byung-hun
- Kim Yeon-soo, interpretata da Choi Ji-woo
- Lee Sun-jae, interpretato da Ryu Si-won
- Kim Se-na, interpretata da Lee Jung-hyun
- Lee Min-ji, interpretata da Shin Min-a
- Kang Na-rae, interpretata da Lee Yoo-jin
- Lee Sung-chun, interpretato da Lee Jung-gil
- Jung Myung-ja, interpretata da Lee Kyung-jin
- Lee Young-jun, interpretato da Ha Jae-young
- Oh Jung-hun, interpretato da Lee Sang-woo
- Min Kyu-suk, interpretato da Kim Dong-hyun
- Yang Mi-mi, interpretata da Lee Hwi-hyang
- Yang Kyung-hee, interpretata da Lee Hwi-hyang
- Shin Jae-eun, interpretata da Lee Ae-jung

## Colonna sonora
1. Until Then, Goodbye (그때까지 안녕) – Zero
2. Promise (약속) – Zero
3. Heaven – Lee Jung-hyun
4. Promise (약속) – Ryu Si-won
5. Behind You (그대뒤에서) – Zero
6. For You – Zero
7. Until Then, Goodbye (그때까지 안녕) – Ryu Si-won
8. Today As Usual (언제나 오늘 처럼)
9. Dream (꿈) – Lee Jung-hyun
10. Missing You – Ryu Si-won
11. Please
12. Wound (상처) – Ryu Si-won
13. For You Only (너만을 위해)
14. Request (부탁) – Zero

## Riconoscimenti
| Anno | Premio           | Categoria       | Ricevente     | Risultato       |
| ---- | ---------------- | --------------- | ------------- | --------------- |
| 2001 | SBS Drama Awards | Miglior attrice | Choi Ji-woo   | Vincitore/trice |
| 2001 | SBS Drama Awards | Premio SBSi     | Lee Byung-hun | Vincitore/trice |

## Distribuzioni internazionali
| Paese    | Canale/i | Prima TV                     | Titolo adottato         |
| -------- | -------- | ---------------------------- | ----------------------- |
| Giappone | NHK      | 2 ottobre 2004-2 aprile 2005 | 美しき日々 (Bei giorni) |
| Vietnam  | VTV3     | Novembre-dicembre 2003       | Những ngày tươi đẹp     |